# つるぎ町立白石小学校
つるぎ町立白石小学校（つるぎちょうりつ しらいししょうがっこう）は、かつて徳島県美馬郡つるぎ町にあった公立小学校。
生徒数の減少などの理由で1993年（平成5年）3月31日をもって休校し、同年4月1日に半田町立八千代小学校に統合された。つるぎ町立八千代小学校は2016年3月31日に休校予定。

## 概要
- 海抜550m。眼前には半田川両岸に広がる一面の山並み。川の左岸の山腹を切り開いて建てられた校舎がある。
- 現在、校舎は残っている。創立100周年記念碑が残っている。

## 基礎データ
校区
- 白石地区

全校生徒数
- 83人（1938年（昭和13年）当時）
- 108人（1962年（昭和37年）当時）
- 3人（1993年（平成5年）当時）

全卒業生数　
- ？人

最寄バス停

## 沿革
- 1890年 - 創立。
- 1993年
  - 3月31日 - 児童数の減少により休校となる。
  - 4月1日 - 半田町立八千代小学校に併合された。
- 2005年 - 町村合併により、つるぎ町立白石小学校と改称。

## 交通

### 最寄駅
- JR徳島線阿波半田駅